# Agarn
Agarn es una comuna suiza del cantón del Valais, localizada en el distrito de Leuk. Tiene una población estimada, a fines de 2020, de 705 habitantes.
Limita al oeste y norte con la comuna de Leuk, al este con Turtmann y Unterems, al sureste con Oberems, y al suroeste con Anniviers.